# Proceratophrys concavitympanum
Proceratophrys concavitympanum es una especie de ránidos que vive en Brasil.